# Androstan
Androstan ist ein polycyclischer aliphatischer Kohlenwasserstoff und gehört zu den Grundkörpern der Steroide, den Steranen. Es besteht aus einem tetracyclischen Grundgerüst mit drei anellierten Cyclohexanringen und einem anellierten Cyclopentanring. Es unterscheidet sich vom Gonan durch zwei zusätzliche Methylgruppen. Androstan ist die Grundstruktur der Androgene, einer Klasse von männlichen Sexualhormonen.

## Isomere
Die beiden Cyclohexan-Ringe A und B können analog dem Dekalin cis- oder trans-verknüpft sein, so dass sich die Konfigurationsisomere 5α-Androstan (Testan) und 5β-Androstan (Ätiocholan) ergeben.
| Konfigurationsisomere von Androsteran | Konfigurationsisomere von Androsteran |
| ------------------------------------- | ------------------------------------- |
|                                       |                                       |
| 5α-Androstan                          | 5β-Androstan                          |